# Хемостратиграфия
Хемостратиграфия (химическая стратиграфия) — раздел науки на стыке химии и стратиграфии, занимающийся изучением химического состава осадочных пород. В частности, различием в химическим составе часто объясняется различный цвет слоёв в различных стратиграфических последовательностях. Несмотря на то, что сам термин появился только в начале 1980-х годов, исследования в этой области проводились и раньше, хотя и были сильно осложнены необходимостью больших усилий для проведения химического анализа горных пород.